# Belgische federale verkiezingen 2010/Kandidatenlijsten/Ecolo
Dit zijn de kandidatenlijsten van Ecolo voor de Belgische federale verkiezingen van 2010. De verkozenen staan vetgedrukt.

## Brussel-Halle-Vilvoorde

### Effectieven
1. Olivier Deleuze
2. Zoé Genot
3. André Peeters
4. Tamimount Essaidi
5. Gilles Vanden Burre
6. Catherine Kesteleyn
7. Thibaud Wyngaard
8. Anna Zawadzka
9. Willy Bernimolin
10. Catherine Morenville
11. Kélountang Ndiaye
12. Odile Bury
13. Geoffrey Roucourt
14. Ingrid Parmentier
15. Philippe Grégoire
16. Julie Papazoglou
17. Yves Martens
18. Joëlle Rosenoer
19. Christian Gretry
20. Anne Herscovici
21. Christos Doulkeridis
22. Sarah Turine

### Opvolgers
1. Fouad Lahssaini
2. Laurence Willemse
3. Olivier Arendt
4. Muray Dogru
5. Thomas Eraly
6. Sandrine Couturier
7. Bernard Ide
8. Marie-Rose Geuten
9. André Drouart
10. Marie Nagy
11. Eric Remacle
12. Evelyne Huytebroeck

## Henegouwen

### Effectieven
1. Juliette Boulet
2. Ronny Balcaen
3. Muriel Hanot
4. Luc Parmentier
5. Henriette Jungst
6. Jean-Marc Monin
7. Ingrid Delmot
8. Thierry Catteau
9. Catherine Copoix
10. Murat Karacaoglu
11. Pauline Trooster
12. Daniel Petit
13. Cécile Dascotte
14. Salvatore Miraglia
15. Audrey Binard
16. Frédéric Dufour
17. Grégory Cardarelli
18. Chloé Deltour
19. Jean-Marc Nollet

### Opvolgers
1. Michaël Leclercq
2. Laurence Hennuy
3. Guy Nita
4. Laurence Bartz
5. Xavier Desgain
6. Catherine Chaverri-Van Brabant
7. Luc Beeckman
8. Julie Crucke
9. Philippe Mouton
10. Brigitte Van Den Abeele
11. Olivier Saint-Amand

## Luik

### Effectieven
1. Muriel Gerkens
2. Eric Jadot
3. Pauline Dumoulin
4. Karl-Heinrich Braun
5. Anne Dister
6. Patrick Mbaya Kapita
7. Laurence Simonis
8. Nicolas Parent
9. Christine Ghys
10. Philippe Royaux
11. Marianne Tossens
12. Antoine Nelisse
13. Eva Franssen
14. Pierre Castelain
15. José Daras

### Opvolgers
1. Brigitte Simal
2. Herbert Meyer
3. Catherine Wollseifen
4. Paul Ancion
5. Inga Werding
6. Karl Adams
7. Bénédicte Heindrichs
8. Pierre Ozer
9. Denis Léonard

## Luxemburg

### Effectieven
1. Cécile Thibaut
2. Romain Gaudron
3. Annick Boidron
4. François Rion

### Opvolgers
1. Jérôme Petit
2. Isabelle Servais
3. Paul De Favereau
4. Annie Goffin
5. Nicolas Stilmant
6. Christina Dewart

## Namen

### Effectieven
1. Georges Gilkinet
2. Laurence Lambert
3. Vincent Laureys
4. Françoise Lejeune
5. Michel Thomas
6. Laurence Dooms

### Opvolgers
1. Hugues Doumont
2. Brigitte Delchevalerie-Ernon
3. Jean-Luc Revelard
4. Anne-Marie Camus
5. Kristien Valette
6. Philippe Defeyt

## Waals-Brabant

### Effectieven
1. Thérèse Snoy
2. Thierry Meunier
3. Oriane Todts
4. Olivier Lambert
5. Agnès Namurois

### Opvolgers
1. Jean-Luc Roland
2. Muriel Flamand
3. François Ruelle
4. Lise Jamar
5. Pascal Rigot
6. Hélène Ryckmans

## Senaat

### Effectieven
1. Jacky Morael
2. Claudia Niessen
3. Jean-François Fauconnier
4. Saskia Bricmont
5. Michel Renard
6. Marie-Christine Lefebvre
7. Philippe Engels
8. Cécile Cornet
9. Serge Minet
10. Charlotte De Jaer
11. Gianpietro Favarin
12. Zakia Khattabi
13. Bob Kabamba Kasadi
14. Philippe Henry
15. Isabelle Durant

### Opvolgers
1. Benoit Hellings
2. Sylvie Navarre
3. Etienne Cleda
4. Asma Mettioui
5. Nicolas Esgain
6. Brigitte Petre
7. Stéphane Hazée
8. Isabelle Meerhaeghe
9. Jean-Michel Javaux